# Ja Morant
Pour les articles homonymes, voir Morant.
Temetrius Jamel « Ja » Morant, né le 10 août 1999 à Dalzell en Caroline du Sud, est un joueur américain de basket-ball. Mesurant 1,88 m, il évolue au poste de meneur pour les Grizzlies de Memphis et est sélectionné en deuxième position de la draft 2019.
À l'issue de sa première saison professionnelle, il remporte le titre de NBA Rookie of the Year. Il devient All-Star en 2022 et remporte également le titre de NBA Most Improved Player lors de la même saison.

## Biographie

### Carrière universitaire
Peu connu et peu convoité par les universités après son parcours au lycée, Ja Morant rejoint les Racers de Murray State dans le Kentucky,.
Il réalise une première année (2017-2018) de bonne qualité avec les Racers (12,7 points, 6,5 rebonds et 6,3 passes décisives par rencontre de la saison régulière),.
Après la fin des études de certains joueurs des Racers, Morant prend plus d'importance dans le jeu des Racers lors de sa deuxième année. Sa saison est remarquable : Morant emmène les Racers au titre de champion de la conférence Ohio Valley, il est nommé joueur de l'année de la conférence et les Racers participent au tournoi final de la NCAA. Lors du premier tour face aux Golden Eagles de Marquette, Morant réalise un triple double (17 points, 11 rebonds et 16 passes décisives), son troisième de la saison. Au tour suivant, les Racers sont battus par les Seminoles de Florida State malgré 28 points de Morant. Il finit la saison meilleur passeur de la NCAA avec 10 passes décisives de moyenne par rencontre. Morant est alors considéré comme un des trois meilleurs choix de la draft 2019 de la NBA avec Zion Williamson et R. J. Barrett.
À la fin de la saison, Morant reçoit les trophées Bob-Cousy (en) du meilleur meneur universitaire et Lute-Olson du meilleur non-freshman,.

### Carrière professionnelle

#### Grizzlies de Memphis (depuis 2019)
Le 20 juin 2019, lors de la draft 2019, il est sélectionné en 2e position par les Grizzlies de Memphis.
Ja Morant obtient dès le début de la saison le statut de meneur titulaire et devient rapidement le leader de l'équipe. Il gagne sa place au Rising Stars Challenge lors du All-Star Game 2020. Il effectue son premier triple-double en carrière face aux Wizards de Washington le 9 février 2020 avec 27 points, 10 rebonds et 10 passes décisives. Il remporte le titre de NBA Rookie of the Year, à la suite d'une première saison intéressante, emmenant presque son équipe en playoffs, échouant face aux Trail Blazers de Portland, lors du "play-in tournament" pour l'obtention de la dernière place qualificative.
Pour sa deuxième saison en NBA, Ja Morant bat son record de points sur une rencontre avec 44 face aux Spurs de San Antonio. Cette saison-ci, les Grizzlies atteignent les playoffs après avoir battu les Spurs puis les Warriors de Golden State au play-in tournament. Au premier tour des playoffs, ils sont opposés au Jazz de l'Utah, meilleur bilan de la saison régulière. Ils perdent la série 4-1, malgré un Ja Morant qui réalise son nouveau record de points sur une rencontre avec 47 au match 2. Il réalise une bonne série avec des moyennes de 30,2 points, 8,2 passes et 5,2 rebonds par match.
En février 2022, Morant devient All-Star pour la première fois. Il est sélectionné parmi les titulaires de la Conférence Ouest en vue du NBA All-Star Game 2022.
Le 25 avril 2022, il remporte le titre de NBA Most Improved Player devant Dejounte Murray et Darius Garland, ses coéquipiers Desmond Bane et Jaren Jackson Jr. figurant dans les 12 premiers de ce classement.
Après avoir atteint les demi-finales de conférence face aux futurs champions les Warriors de Golden State, Morant prolonge début juillet 2022 aux Grizzlies de Memphis pour 193 millions de dollars sur cinq ans.
En mars 2023, Morant est au cœur de plusieurs polémiques. Le Washington Post révèle qu'il est impliqué dans deux incidents se déroulant à l'été 2022. Dans le premier incident, il frappe à plusieurs reprises un jeune de 17 ans avec lequel il jouait au basket-ball puis rentre chez lui pour prendre une arme à feu. Morant considère avoir agi en légitime défense car son adversaire lui aurait envoyé le ballon trop fort et aurait menacé de brûler sa maison. La plainte de l'adversaire de Morant est classée sans suite par la justice du comté de Shelby. Dans un second incident, Morant et son entourage sont arrivés dans un magasin après les démêlés de sa mère dans le dit magasin. Le chef de la sécurité du magasin aurait été frappé ou poussé par un proche de Morant,. Morant se filme en direct en live le 4 mars sur Instagram avec une arme à feu à la main dans une boîte de nuit de Glendale, dans le Colorado. Les Grizzlies mettent Morant à l'écart de l'équipe et il est suspendu pour 8 rencontres par la NBA (soit une perte de 670 000 dollars de salaire). La police de Glendale ne poursuit pas Morant,,. Il est de nouveau filmé avec une arme à feu le 14 mai lors d'un direct sur Instagram, et est cette fois-ci suspendu par les Grizzlies. Le 16 juin, la NBA le sanctionne de 25 matchs de suspension.
Morant rejoue son premier match après sa suspension le 19 décembre 2023 et marque 34 points dans une victoire face aux Pelicans de La Nouvelle-Orléans. Les Grizzlies ont alors un bilan de 7 victoires pour 19 défaites. Il joue 9 rencontres dans la saison (pour 6 victoires) avant d'être contraint à une opération chirurgicale en raison d'une déchirure du labrum de l'articulation acromio-claviculaire de l'épaule droite. Morant ne rejoue pas de la saison.

## Palmarès

### Distinctions personnelles
- NBA Rookie of the Year en 2020.
- NBA Most Improved Player en 2022.
- 2 sélections au All-Star Game en 2022 et 2023.
- All-NBA Second Team en 2022.
- NBA All-Rookie First Team en 2020.
- Rookie du mois de la conférence Ouest (×3) : octobre-novembre 2019, décembre 2019, janvier 2020.

## Statistiques
Voici les statistiques obtenues par Ja Morant, que ce soit au niveau universitaire ou professionnel.

### Universitaires
| Saison    | Équipe       | Matchs | Titul. | Min./m | % Tir | % 3pts | % LF | Rbds/m. | Pass/m. | Int/m. | Ctr/m. | Pts/m. |
| --------- | ------------ | ------ | ------ | ------ | ----- | ------ | ---- | ------- | ------- | ------ | ------ | ------ |
| 2017-2018 | Murray State | 32     | 32     | 34,0   | 45,9  | 30,7   | 80,6 | 6,50    | 6,28    | 0,94   | 0,41   | 12,66  |
| 2018-2019 | Murray State | 33     | 33     | 36,6   | 49,9  | 36,3   | 81,2 | 5,70    | 10,03   | 1,76   | 0,82   | 24,48  |
| Carrière  | Carrière     | 65     | 65     | 35,3   | 48,5  | 34,3   | 81,0 | 6,09    | 8,18    | 1,35   | 0,62   | 18,66  |

### Professionnelles

#### Saison régulière
| Recrue/rookie de la saison | Meilleure progression de l'année |

| Saison        | Équipe        | Matchs | Titul. | Min./m | % Tir | % 3pts | % LF | Rbds/m. | Pass/m. | Int/m. | Ctr/m. | Pts/m. |
| ------------- | ------------- | ------ | ------ | ------ | ----- | ------ | ---- | ------- | ------- | ------ | ------ | ------ |
| 2019-2020     | Memphis       | 67     | 67     | 31,0   | 47,7  | 33,5   | 77,6 | 3,85    | 7,28    | 0,88   | 0,27   | 17,81  |
| 2020-2021     | Memphis       | 63     | 63     | 32,6   | 44,9  | 30,3   | 72,8 | 4,00    | 7,40    | 0,90   | 0,20   | 19,10  |
| 2021-2022     | Memphis       | 57     | 57     | 33,1   | 49,3  | 34,4   | 76,1 | 5,70    | 6,70    | 1,20   | 0,40   | 27,40  |
| 2022-2023     | Memphis       | 61     | 59     | 31,9   | 46,6  | 30,7   | 74,8 | 5,90    | 8,10    | 1,10   | 0,30   | 26,20  |
| 2023-2024     | Memphis       | 9      | 9      | 35,3   | 47,1  | 27,5   | 81,3 | 5,60    | 8,10    | 0,80   | 0,60   | 25,10  |
| 2024-2025     | Memphis       | 50     | 50     | 30,4   | 45,4  | 30,9   | 82,4 | 4,10    | 7,30    | 1,20   | 0,20   | 23,20  |
| Carrière      | Carrière      | 307    | 305    | 31,9   | 46,9  | 31,6   | 76,6 | 4,70    | 7,40    | 1,00   | 0,30   | 22,60  |
| All-Star Game | All-Star Game | 2      | 2      | 18,8   | 60,0  | 0,0    | -    | 2,00    | 3,00    | 0,50   | 0,00   | 6,00   |

#### Playoffs
| Saison   | Équipe   | Matchs | Titul. | Min./m | % Tir | % 3pts | % LF | Rbds/m. | Pass/m. | Int/m. | Ctr/m. | Pts/m. |
| -------- | -------- | ------ | ------ | ------ | ----- | ------ | ---- | ------- | ------- | ------ | ------ | ------ |
| 2021     | Memphis  | 5      | 5      | 40,6   | 48,7  | 32,3   | 77,5 | 4,80    | 8,20    | 0,40   | 0,00   | 30,20  |
| 2022     | Memphis  | 9      | 9      | 37,5   | 44,0  | 34,0   | 74,7 | 8,00    | 9,80    | 2,00   | 0,40   | 27,10  |
| 2023     | Memphis  | 5      | 5      | 37,4   | 42,5  | 41,9   | 76,9 | 6,80    | 7,00    | 1,80   | 0,20   | 24,60  |
| Carrière | Carrière | 19     | 19     | 38,3   | 44,9  | 35,7   | 75,8 | 6,80    | 8,60    | 1,50   | 0,30   | 27,30  |

## Records sur une rencontre en NBA
Les records personnels de Ja Morant en NBA sont les suivants, :
| Type de statistique        | Saison régulière | Saison régulière          | Saison régulière | Playoffs | Playoffs                    | Playoffs      |
| Type de statistique        | Record           | Adversaire                | Date             | Record   | Adversaire                  | Date          |
| -------------------------- | ---------------- | ------------------------- | ---------------- | -------- | --------------------------- | ------------- |
| Points                     | 52               | Spurs de San Antonio      | 28 février 2022  | 47       | 2 fois                      | 2 fois        |
| Paniers marqués            | 22               | Spurs de San Antonio      | 28 février 2022  | 15       | 2 fois                      | 2 fois        |
| Paniers tentés             | 34               | Knicks de New York        | 11 mars 2022     | 31       | 2 fois                      | 2 fois        |
| Paniers à 3 points réussis | 6                | Lakers de Los Angeles     | 29 décembre 2021 | 5        | 2 fois                      | 2 fois        |
| Paniers à 3 points tentés  | 13               | Bucks de Milwaukee        | 4 mars 2021      | 12       | Warriors de Golden State    | 3 mai 2022    |
| Lancers francs réussis     | 21               | Trail Blazers de Portland | 16 février 2022  | 16       | Timberwolves du Minnesota   | 16 avril 2022 |
| Lancers francs tentés      | 25               | Trail Blazers de Portland | 16 février 2022  | 20       | 2 fois                      | 2 fois        |
| Rebonds offensifs          | 7                | @ Mavericks de Dallas     | 23 janvier 2022  | 3        | @ Timberwolves du Minnesota | 29 avril 2022 |
| Rebonds défensifs          | 11               | Suns de Phoenix           | 12 novembre 2021 | 11       | Timberwolves du Minnesota   | 26 avril 2022 |
| Rebonds totaux             | 13               | 3 fois                    | 3 fois           | 13       | Timberwolves du Minnesota   | 26 avril 2022 |
| Passes décisives           | 17               | @ Raptors de Toronto      | 29 décembre 2022 | 15       | @ Timberwolves du Minnesota | 23 avril 2022 |
| Interceptions              | 5                | Lakers de Los Angeles     | 23 novembre 2019 | 3        | 4 fois                      | 4 fois        |
| Contres                    | 2                | 9 fois                    | 9 fois           | 3        | @ Timberwolves du Minnesota | 21 avril 2022 |
| Balles perdues             | 9                | 2 fois                    | 2 fois           | 7        | @ Timberwolves du Minnesota | 21 avril 2022 |
| Minutes jouées             | 45               | @ Nuggets de Denver       | 19 avril 2021    | 45       | Timberwolves du Minnesota   | 26 avril 2022 |

- Double-double : 82 (dont 9 en playoffs)
- Triple-double : 13 (dont 1 en playoffs)

Dernière mise à jour : 29 mars 2025

## Vie privée
Le père de Morant, Tee est un ancien joueur de basket-ball et coéquipier de Ray Allen au lycée Hillcrest de Dalzell. Il est père d’une fille, Kaari Jaidyn Morant, née le 7 août 2019.